# 사단법인
사단법인(社團法人) 또는 사단(社團)은 사람의 집합체인 단체이며, 법인으로서 법률상 권리·의무의 주체임을 인정받은 것이다. 재단법인(財團法人)에 대립한다. 사단법인은 근거법에 따라 민법상의 사단법인, 상법상의 사단법인 곧 상사회사(商事會社), 기타 특별법상의 사단법인 등으로 구별할 수 있으며, 영리목적에 따라 비영리사단법인과 영리사단법인으로 구별할 수 있으나, 보통은 민법상의 비영리사단법인을 말한다. 민법상의 영리사단법인에 대하여는 상사회사에 관한 규정을 준용한다.

## 민법상 사단법인
민법의 적용을 받는 사단법인은 학술·종교·자선·사교·기타 비영리 사업을 목적으로 하는 것에 한정되어 있다(32조). 사단법인의 설립은 설립자가 공익법인의 설립운영에 관한 법률에 의거 설립허가 신청을 주무관청에 제출하여 그 허가를 얻어야 한다. 정관에는 사단의 조직내용을 알 수 있게 되어 있다. 설립자는 그 사원이 된다. 사단법인에는 사원 전원(全員)으로 구성되는 사원총회(社員總會)가 있어서 이것이 법인의 운영에 관한 최고의 의사 결정기관이 된다. 그것을 기초로 하여 이사가 사무를 집행하며 감사(監事)가 이것을 감독한다. 이러한 이유로 사단법인의 그 조직은 사원 스스로 정한 것이며 사정의 변화에 따라 사원총회의 결의로 자유로이 변경할 수 있도록 되어 있다(42조).

## 정관
정관(定款)은 사단법인의 조직을 정한 근본규칙을 말한다.

## 권리능력이 없는 사단
권리능력(權利能力)이 없는 사단(社團)은 일정한 조직하에 결합한 사람의 단체로서 권리능력(權利能力)이 부여되어 있지 않은 것을 말한다. 사단은 법인으로서의 실체가 될 수 있는 것이므로 만일 입법상 법인의 '자유설립주의'를 채용한다면 사단은 전부 법인이 된다. 그러나 대한민국의 법률에서는 한편으로 결사(結社)의 자유를 보장하면서(헌 21조) 다른 한편에서는 법인의 설립은 법률이 규정하는 특정의 경우에만 인정되므로(31조 참조), 경우에 따라서는 권리능력 없는 사단이 생기게 된다. 그러나 대한민국의 민법하에서는 사단이 법인격(法人格)을 취득하는 것은 반드시 어려운 것은 아니다. 즉 전에는 비영리·비공익을 목적으로 하는 사단은 권리능력을 취득하는 길이 막혀져 있었으나 지금은 그러한 사단도 비영리법인으로서 성립할 수가 있다. 그러나 민법이 사단법인의 설립에서 '허가주의'를 취하고 있으며(32조), 또 설립자가 행정관청의 사전의 허가나 사후의 감독 기타 법적 규제를 받는 것을 기피하는 경우에는 법인설립이 강제되어 있지 않은 이상 인격없는 사단으로서 존속할 뿐이다. 따라서 권리능력 없는 사단의 존재는 상당히 많은 것으로 추측된다. 권리능력이 없는 사단은 형식상 법인격이 없는 점에서 사단법인과 다를 뿐이며 실질적으로는 이것과 같은 것이므로 권리능력이 없는 사단에는 사단법인의 규정을 준용하는 것이 타당하다. 권리능력이 없는 사단의 재산은 총유(總有)로서 각 사원에게는 지분(持分)이 없으므로 이것을 각자에게 나누는 것은 불가능하다. 또 그 채무에 관해서는 각 사원은 사단의 재산을 한도로 하는 유한책임(有限責任)을 부담하는 데에 불과하다. 대표자의 행위도 사단법인의 이사의 행위와 동일한 형식으로 하며 또 법인격은 없지만 사단의 재산 등기(登記)는 사단 자신의 이름으로 한다(부등 30조).

## 같이 보기
- 기업지배구조
- 산업 혁명
- 법인
- 기업 (영화)
- 대학